# Valdocco
Valdocco (Valdòch in piemontese) è uno storico rione della città di Torino, inserito nel quartiere Aurora.
È delimitato: 
- a nord, dalla Dora Riparia
- a sud, da Corso Regina Margherita (confine con il Quadrilatero Romano del Centro)
- ad ovest, da Corso Principe Oddone (confine con Basso San Donato)
- ad est, da Via Francesco Cigna (confine con Borgo Dora)

## Storia

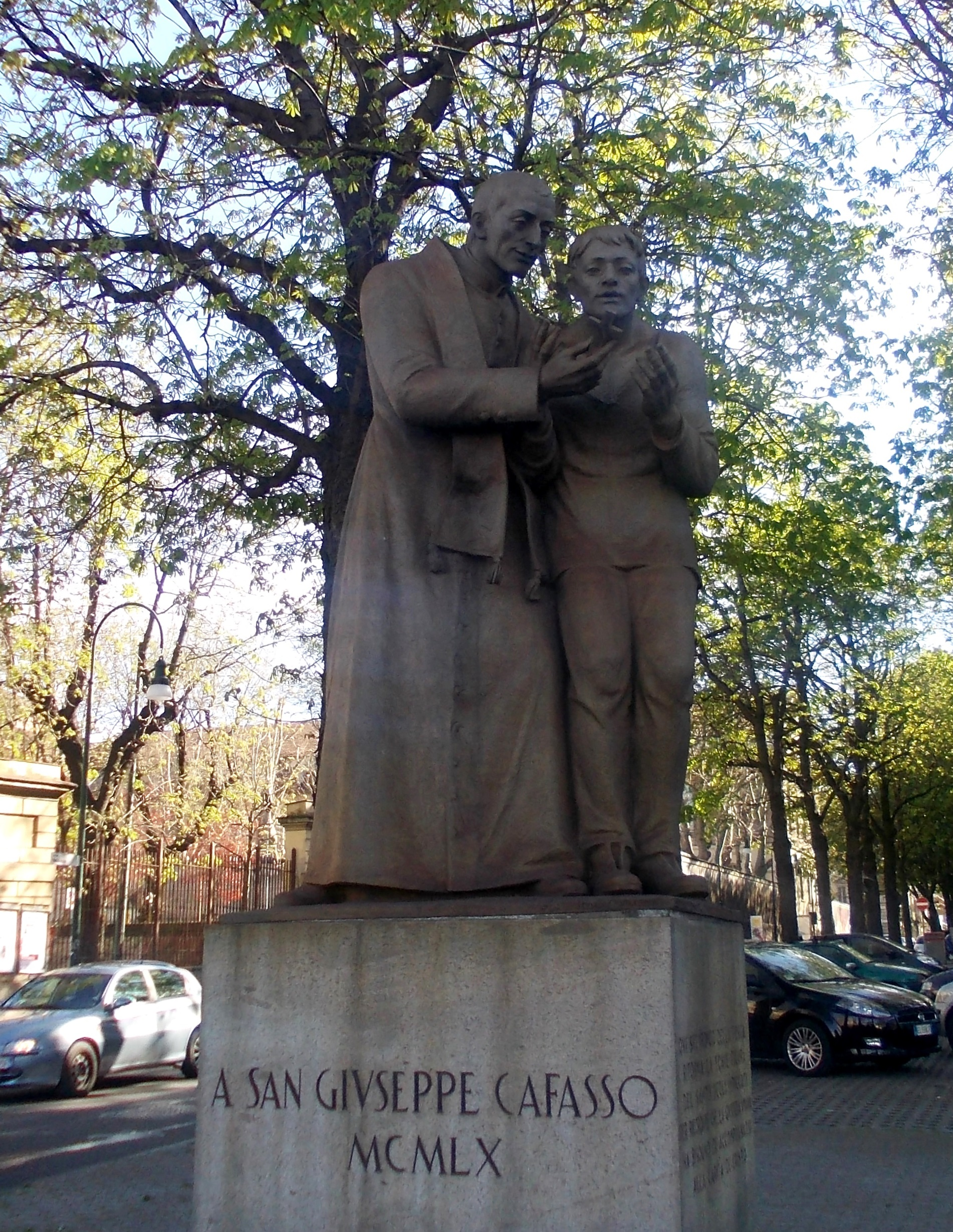
Statua di San Giuseppe Cafasso sul Rondò dla Forca

La tradizione vuole che il toponimo derivi dal latino vallis occisorum (in italiano "valle degli uccisi") perché in questa zona venivano eseguite le sentenze capitali. Altre e più semplici ipotesi ricondurrebbero invece il toponimo a vallis occidentalis (a ovest, di Torino, appunto), oppure occitanis, in riferimento alle vicine valli occitane. 

In particolare, non è chiaro se già al tempo della colonia degli antichi romani, la parte occidentale dello stesso castrum del Quadrilatero Romano oltre le mura della cosiddetta "Porta Segusina" (nei pressi dell'attuale Piazza Savoia), fosse utilizzata per le esecuzioni capitali, ma sicuramente veniva utilizzata come necropoli.
In tempi più recenti, più precisamente dal 1821 al 1835, le impiccagioni dei condannati venivano eseguite in questa zona nell'attuale piazzetta di Via Carlo Ignazio Giulio, mentre dal 1835 al 1852 venivano eseguite alla confluenza degli attuali Corso Valdocco - Via Cigna - Corso Regina Margherita, piazzetta che negli anni divenne appunto, tristemente famosa ai torinesi con il soprannome dialettale di Rondò 'dla Forca. I condannati a morte venivano spesso seguiti da un prete della Confraternita della Misericordia prima di salire al patibolo.
 In ricordo di quegli eventi, sulla piazzetta-rotonda, all'inizio di Corso Valdocco, una statua, fortemente voluta da tutti i carcerati d'Italia nel 1961 e opera dello scultore Virgilio Audagna, raffigura San Giuseppe Cafasso, spesso soprannominato "il prete della forca", nell'atto di confortare il condannato.
Altre fonti propongono un'origine toponomastica del luogo dalla antica lingua germanica, tratta dalla radice wald (bosco o, più letteralmente, gualdo), a indicare la morfologia del territorio nei secoli passati: al pari di Vanchiglia, il terreno scosceso verso il fiume Dora formava una bassura ricca di boscaglie acquitrinose, un paesaggio naturale sopravvissuto fino all'inurbamento dell'area nel XIX secolo..
Valdocco è divenuto successivamente famoso per ospitare tre delle più importanti istituzioni fondate dai "Santi Sociali" torinesi, che tuttora sono attive. Il primo insediamento è l'Opera Barolo, istituita da Giulia di Barolo (Juliette Colbert moglie del marchese Tancredi Falletti di Barolo) nel 1823, nell'attuale via Cottolengo. Seguì nel 1832 la Piccola Casa della Divina Provvidenza di Giuseppe Cottolengo, nell'attuale via Cottolengo, nata per curare gli ammalati che non avevano accesso alle cure mediche. Il terzo e forse più conosciuto insediamento è la casa madre della congregazione religiosa dei Salesiani nell'attuale via Maria Ausiliatrice. In questo rione, Giovanni Bosco, poi divenuto santo per la chiesa cattolica, ebbe inizialmente in uso la Tettoia Pinardi dal 1846; da qui iniziò l'attività in favore dei ragazzi del quartiere. L'oratorio Valdocco si ingrandì nel corso degli anni e dal 1865 Don Bosco fece edificare il Santuario di Maria Ausiliatrice.
Il rione Valdocco, che negli anni cinquanta-sessanta è stato interessato dagli insediamenti di immigrati, conservando da allora l'aspetto tipico dei quartieri operai, termina quindi a settentrione con il ponte di Via Cigna sul fiume Dora Riparia, con la Strada e l'edificio detto del "Fortino": forse ricordando un'antichissima torre di avvistamento fluviale, ma in realtà l'attuale torretta del cosiddetto "Fortino" sorse all'inizio del XX secolo, a fianco delle concerie della ditta dei Fratelli Durio. Dal 1906 fu creata una zona di loisir dagli industriali conciari:  la birreria "Kursaal-Durio" (1906), amministrato da Carlo Metzger, e ideata come ritrovo dei giocatori di pallone elastico, il giuoco bocce, la patinoire invernale  (1907-1908). Nel 1925 la birreria fu traformata in cinema. Oggi il Fortino è stato ristrutturato e utilizzato come sede di vari servizi e negozi, completamente sfigurato dalla sue caratteristiche originarie. Anche del gioco bocce, rimane la facciata su via Cigna in pregevole stile Liberty, sfigurata da muri in blocchi di calcestruzzo. Uno degli edifici della conceria Durio è stato riqualificato ed è ora la biblioteca civica Italo Calvino.
Un altro pregevole edificio è la Regia Scuola per Conciatori edificata nel 1911 su via Ciriè, ora non più in uso.  La "Regia Conceria-Scuola Italiana e Stazione Sperimentale per l’Industria delle Pelli ed Affini", prima in Italia, fondata nel 1902 con presidente Giacinto Baldracco, fu trasferita dall'iniziale sede in via Peyron 4 nel quartiere di Valdocco per volere degli industriali e su terreni di loro proprietà dati in concessione gratuita, proprio per favorire l'attività della nascente scuola che formava i futuri conciatori, pellettieri e calzaturieri. La zona fu scelta anche per la vicinanza al distretto industriale di Borgo Dora e del Canale dei Molassi, su cui insistevano varie concerie, tra cui quella dei fratelli Durio (e successori). Tale scuola, divulgatrice di una scienza allora quasi del tutto sconosciuta, la chimica conciaria, fu inizialmente presieduta dal Cavaliere Secondo Durio della ditta omonima. Presidente della Scuola dal 1902 al 1907 fu Achille Durio,  figlio di Giuseppe Durio. Erede diretto di questa istituzione scolastica è l'Istituto Tecnico Industriale del Cuoio “Giacinto Baldracco”.